# Trigo HB4
El trigo HB4, también conocido como trigo genéticamente modificado, es tipo de trigo genéticamente modificado mediante la combinación de diferentes especies, con el objetivo de mejorar la productividad de los cultivos. El trigo, junto con el maíz y la soja constituyen la base de la alimentación mundial, y diferentes investigaciones científicas estuvieron enfocadas en mejorar su productividad. Las mejoras en la producción de alimentos, lograron que en los años 90, la producción agropecuaria pudiera igualar a la demanda de alimentos de la población mundial, gracias a diferentes mejoras tecnológicas.

## Historia
En el año 2004 un equipo liderado por la Dra. Raquel Chan, Directora del Instituto de Agrobiotecnología del Litoral de la Universidad Nacional del Litoral e integrantes del Conicet, patentaron en conjunto al Grupo Bioceres una construcción genética que años más tarde daría lugar al trigo IND-ØØ412-7 (conocido como Trigo HB4 o como "trigo geneticamente modificado"). Esta variedad de trigo es producida a través de la ingeniería genética (también llamada transgénico) y se caracteriza por su respuesta ante las condiciones de sequía. La semilla fue diseñada con la intención de soportar períodos de estrés de mayor duración sin detener la acumulación de biomasa, mejorando la estabilidad del cultivo y aumentando el rendimiento.

## Características
El gen introducido en el trigo HB4 proviene del girasol y codifica para la proteína HAHB4 (Helianthus Annuus Homeobox-4) que, por ser un factor de transcripción (FT), se une a secuencias específicas del ADN del trigo y regula la expresión de ciertos genes. La proteína HAHB4 pertenece a una familia de factores de transcripción cuyo nivel aumenta en forma natural ante diversos tipos de estrés ambiental, en particular el estrés provocado por la sequía. 
En el evento IND-ØØ412-7, esta regulación provoca un retardo en la entrada de la planta al proceso de deterioro conocido como senescencia, dándole un cierto tiempo para esperar el retorno de una disponibilidad normal de agua. Esto quiere decir que regula la sensibilidad de los mecanismos de protección que se disparan ante la ausencia de este recurso esencial para la planta.

## Controversia
En 2021 se estableció como obligatorio en Argentina el control de las 53.000 hectáreas sembradas con trigo HB4. El análisis de los datos del informe oficial del Instituto Nacional de Semillas (Inase), comparados con datos promedio de rendimientos de trigo, de la base de datos del Ministerio de Agricultura, Ganadería y Pesca de la Nación muestra que la superficie cultivada con trigo HB4 tuvo un rendimiento 17% inferior al total nacional.
La agresiva campaña publicitaria de la empresa Bioceres busca ocultar la modificación genética más relevante: el trigo HB4 es resistente al glufosinato de amonio, un herbicida que, mirado desde la seguridad alimentaria según FAO, es 15 veces más tóxico que el glifosato, ampliamente cuestionado y prohibido en muchos países por su toxicidad aguda y sus efectos neurotóxicos, genotóxicos y alteradores de la colinesterasa.

## El Trigo HB4 en el Mundo
El trigo HB4 fue creado para tolerar la sequía. Pero principalmente, fue creado para ser resistente al glufosinato de amonio, un herbicida 15 veces más tóxico que el glifosato. La supuesta resistencia a la sequía es para justificar la manipulación genética y poder introducir la resistencia al glufosinato. Esto no hace al trigo tóxico, pero su razón de ser, es ser resistente al agrotóxico, el cual será usado en su cultivo, haciendo estragos 15 veces más graves que el glifosato. Sus efectos cancerígenos están ampliamente demostrados. Aun así los mercados y el gobierno respaldan su uso por las cuantiosas ganancias que implicaría. Esta tecnología fue aprobada en los siguientes países:
- Argentina, en 2020[8]
- Brasil en mayo de 2021[9][10]
- Estados Unidos en agosto de 2022[11]
- Australia y Nueva Zelanda en 2022[12]
- Nigeria en 2022[13]
- Colombia en 2022

## Antecedentes
El trigo es un híbrido natural derivado de la crianza entre especies. Se ha teorizado que los ancestros del trigo (Triticum monococcum, Aegilops speltoides y Aegilops tauschii, todas las gramíneas diploides ) se hibridaron naturalmente durante milenios en algún lugar del oeste de Asia, para crear híbridos poliploides naturales, los más conocidos de los cuales son el trigo común y el trigo duro.
El trigo (Triticum spp.) es una gramínea doméstica importante utilizada en todo el mundo para la alimentación. Su evolución ha sido influenciada por la intervención humana desde los albores de la agricultura.
La transferencia de genes entre especies continuó ocurriendo en los campos de agricultores durante el cambio de la dieta paleolítica a la dieta adoptada por los humanos después de la revolución neolítica, o la primera revolución verde. Durante la transición de una estructura social de cazadores-recolectores a sociedades más agrarias, los humanos comenzaron a cultivar trigo y a transformarlo para satisfacer sus necesidades. Así, las raíces sociales y culturales de los humanos y el desarrollo del trigo se han entrelazado desde antes de la historia registrada.
Este proceso dio lugar a varias especies de trigo que se cultivan para fines y climas específicos. En 1873, Wilson cultivó cepas cruzadas de centeno y trigo para crear triticale. Las transformaciones adicionales que utilizaron técnicas de hibridación citogénica permitieron a Norman Borlaug, padre de la segunda Revolución Verde, desarrollar especies de trigo (las variedades semienanas) que crecerían en ambientes hostiles.
Las técnicas de ADN recombinante se desarrollaron en la década de 1980, se comenzó a trabajar para crear el primer trigo transgénico, coincidiendo con la tercera revolución verde. De los tres cereales más importantes del mundo (maíz, arroz y trigo), el trigo fue el último transformado por métodos transgénicos, biolísticos en 1992, y por los métodos de Agrobacterium en 1997. A diferencia del maíz Y el arroz, su uso generalizado en la dieta humana ha enfrentado resistencia cultural.